# Pilot zdalnego sterowania

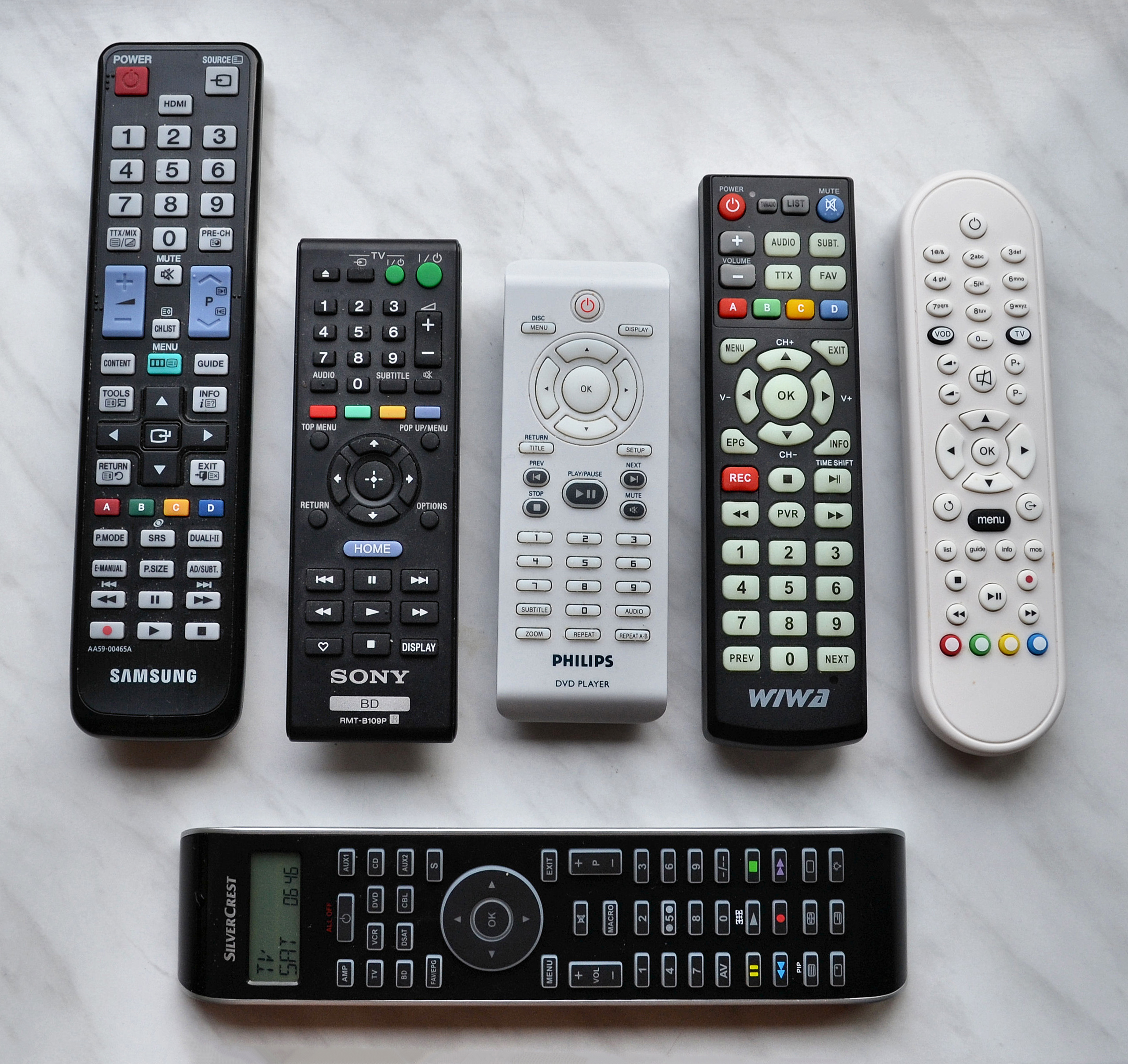
Piloty do (od lewej): telewizora, odtwarzacza blu-ray, odtwarzacza DVD, dekodera TV naziemnej, dekodera TV internetowej. U dołu pilot uniwersalny

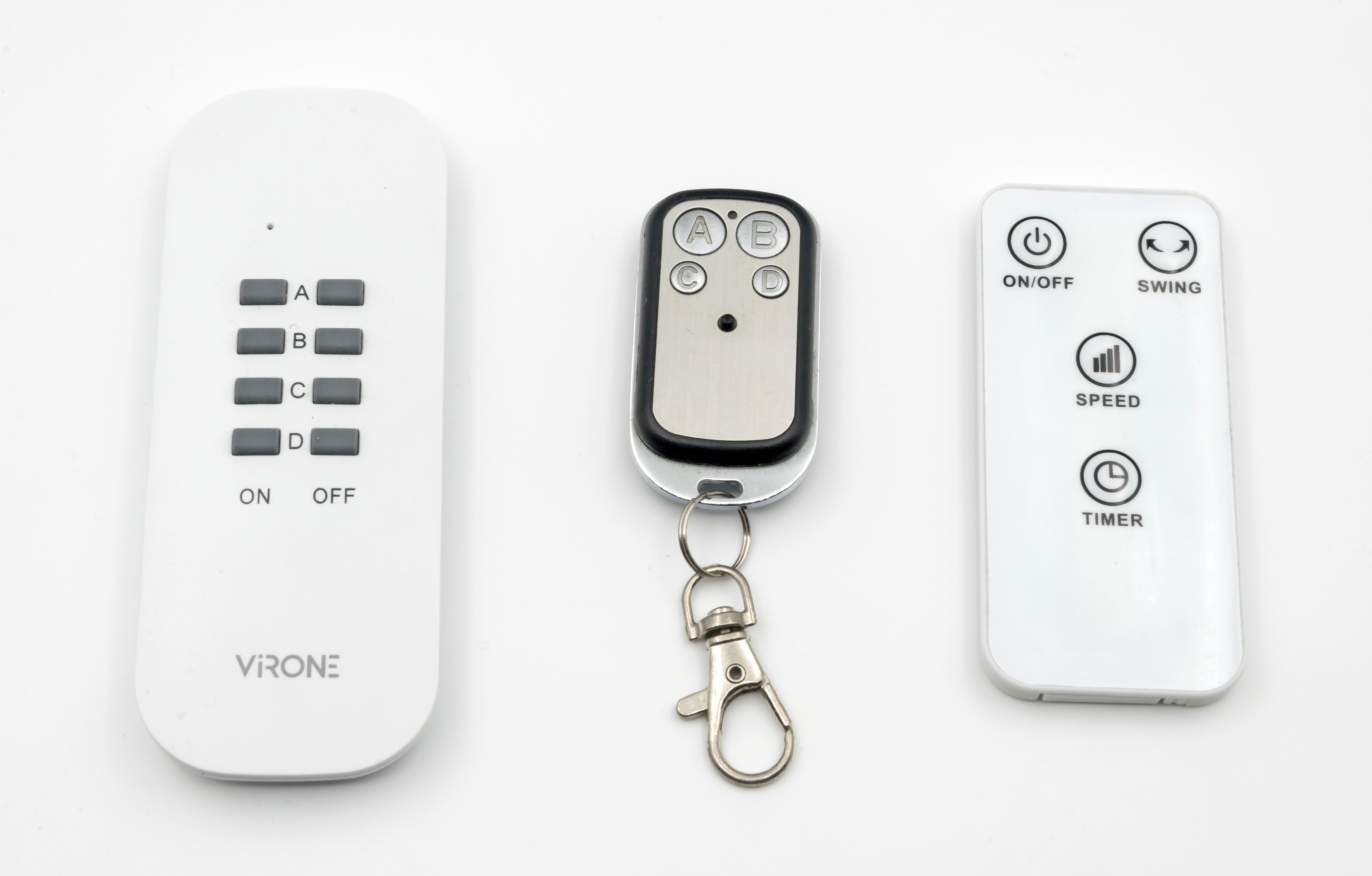
Piloty do (od lewej): gniazd elektrycznych, radiolinii i wentylatora

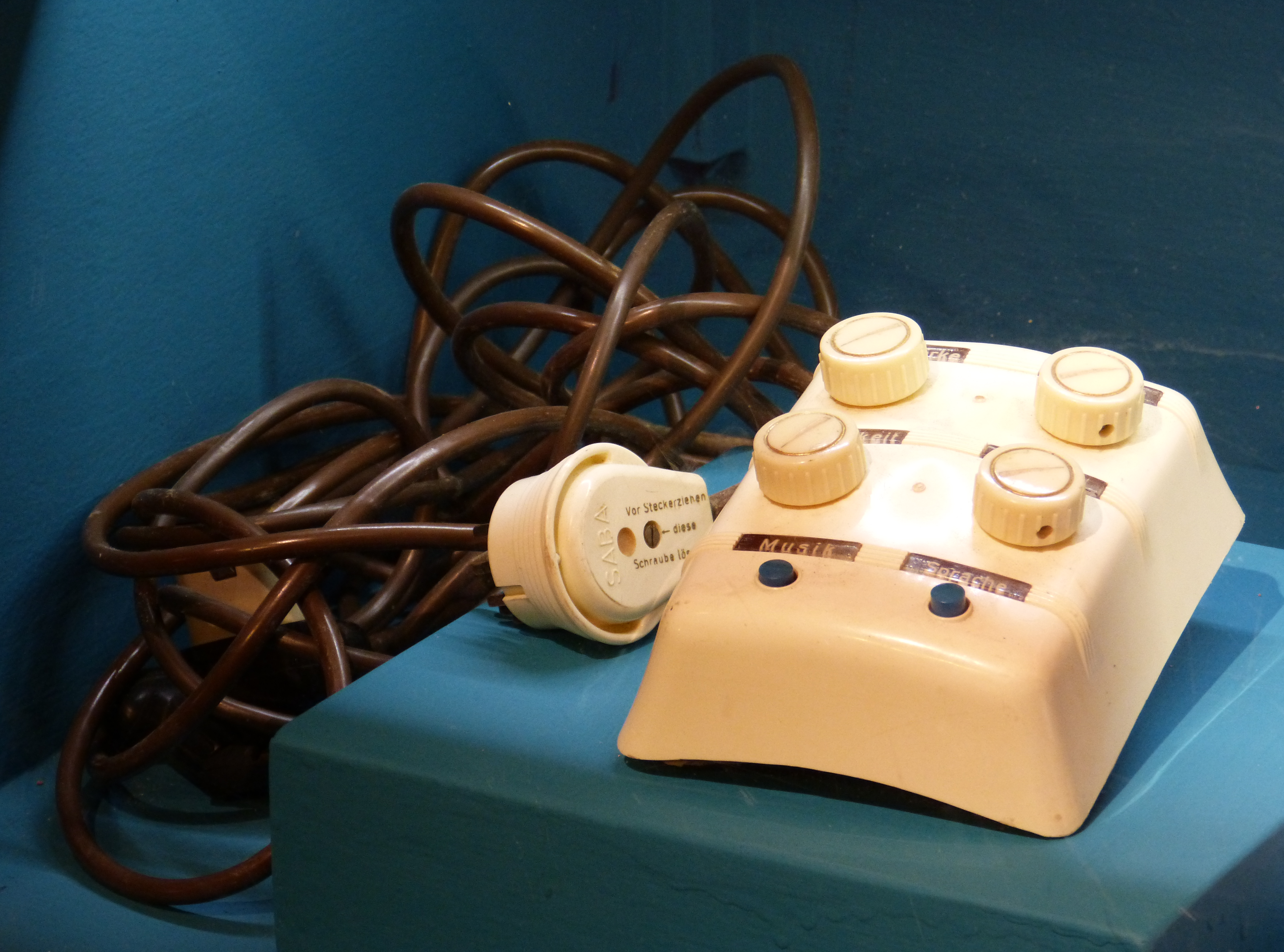
Wczesny pilot kablowy

Pilot zdalnego sterowania (potocznie pilot) – urządzenie służące do sterowania na odległość sprzętem elektronicznym lub maszyną.

## Charakterystyka
Wewnątrz pilota zamontowany jest układ elektroniczny, który generuje sygnały odpowiadające naciśniętemu przyciskowi. Wytworzony kod binarny trafia do nadajnika wysyłającego sygnał do sterowanego urządzenia (odbiornika). Odbiornik (np. telewizor, magnetowid lub DVD) analizuje otrzymany sygnał i wykonuje odpowiednią funkcję. Standardowo każdy pilot i odpowiadający mu odbiornik posiada wbudowany ten sam zestaw kodów pozwalający na realizację zdalnego sterowania. Są również dostępne piloty uniwersalne, które pozwalają na zaprogramowanie bądź wybór odpowiedniego dla odbiornika zestawu kodów i realizację sterowania nim.
W dzisiejszych konstrukcjach nadajnikiem jest zazwyczaj dioda LED, emitująca światło bliskie podczerwieni. Od 1956 roku do lat 80. XX w. jako nośnik sygnału stosowano również ultradźwięki.
Pierwsze piloty zdalnego sterowania były urządzeniami połączonymi na stałe z urządzeniem (np. telewizorem) za pomocą kabla. Pilot wówczas stanowił swoiste przedłużenie przycisków na maszynie/urządzeniu. W takie przewodowe zdalne sterowanie (umożliwia regulację głośności, jasności i kontrastu obrazu bez ruszania się z miejsca) wyposażony był polski telewizor Aladyn produkowany w latach 60. przez zakłady Diora.
Spotyka się jeszcze piloty „na kabel”, jednak mają one wąskie zastosowanie, np. w rzutnikach slajdów, jako manipulatory suwnic, ale najczęściej spotyka się piloty komunikujące się z urządzeniem za pomocą podczerwieni, fal radiowych lub ultradźwięków.
W pilotach radiowych najczęściej stosuje się pasmo 433 MHz. Dzięki zastosowaniu fal radiowych, w odróżnieniu od pilota na podczerwień, nie wymagają one bezpośredniej, wzajemnej widoczności nadajnika i odbiornika.
Obecnie prawie każde przeznaczone do użytku domowego urządzenie audio-video jest wyposażone w oddzielnego pilota. Powoduje to duże trudności dla użytkowników, którzy w celu obsługi posiadanego sprzętu muszą posługiwać się kilkoma pilotami. Rozwiązaniem tego problemu jest stosowanie pilotów uniwersalnych, umożliwiających obsługę nawet kilkudziesięciu różnych urządzeń audio-video. Przed rozpoczęciem pracy, pilot taki musi być odpowiednio zaprogramowany przez użytkownika.
Specjalne piloty zdalnego sterowania na podczerwień instalowane są współcześnie także w kabinach tramwajów. Najczęściej ich zadaniem jest zmiana położenia zwrotnicy torowej sterowanej elektrycznie. Stosowane są również w trolejbusach do ustawiania odpowiedniego kierunku na zwrotnicy sieci trakcyjnej.